# Electronic Entertainment Expo 1998
L’Electronic Entertainment Expo 1998, communément appelé E3 1998, est la 4e édition de ce salon exclusivement consacré aux jeux vidéo. Il s'est déroulé du 28 au 30 mai 1998 à Atlanta.
Ce fut l'occasion de présenter des jeux tels que Silent Hill, Duke Nukem Forever (sorti en 2011), Max Payne, Diablo II ou encore Prey (qui sortira finalement plus de huit ans après).
Ce fut aussi la première année où un groupe indépendant du salon remit des Game Critics Awards qui récompensent les meilleurs jeux du salon dans différentes catégories.
Ce fut le premier E3 à présenter des jeux pour la console Nintendo 64.